# Grand Prix Jef Scherens 1988
Cette édition du Grand Prix Jef Scherens a eu lieu le 18 septembre 1988. Elle a été remportée par le Belge Patrick Schoovaerts.

## Classement final
Patrick Schoovaerts remporte la course en parcourant les 70 km en 1 h 45 min 0 s à la vitesse moyenne de 40 km/h. Au même titre que l'édition 1972, l'édition 1988 est réservée aux amateurs, c'est pourquoi elle n'est pas numérotée. Comme les éditions 1966, 1967 et 1969, elle est courue en critérium.
| Classement final | Classement final    | Classement final | Classement final | Classement final  |
|                  | Coureur             | Pays             | Équipe           | Temps             |
| ---------------- | ------------------- | ---------------- | ---------------- | ----------------- |
| 1er              | Patrick Schoovaerts | Belgique         | '                | en 1 h 45 min 0 s |
| 2e               | Herman Raeymaekers  | Belgique         |                  |                   |
| 3e               | Filip Noe           | Belgique         |                  |                   |
| modifier         |                     |                  |                  |                   |